# Forte de Orange
O Forte de Orange localizava-se na foz do rio Xingú, afluente da margem direita do rio Amazonas, no interior do estado do Pará, no Brasil.

## História
Figuram na "Carta Particolare dell Rio d'Amazone con la Costa sin al fiume Maranhan" de A. E. Lucivi (1646) (Biblioteca Nacional do Brasil), a "forteja" e a costa "di Orange", naquele rio, acima (ao Sul) do Forte de Nassau, associando-os à presença neerlandesa.
Trata-se de uma fortificação neerlandesa erguida por contrabandistas de drogas do sertão entre 1599 e 1600 (BARRETTO, 1958:34;35), ou no primeiro decênio do século XVII, em estiva (GARRIDO, 1940:22-23), conquistada e arrasada pelo português Pedro Teixeira, em 1625 (SOUZA, 1885:34).
REIS (1966), por outro lado, afirma que as posições estrangeiras nas margens do rio Xingú teriam sido acometidas por Luiz Aranha de Vasconcelos, na campanha de 1623 (op. cit., p. 42-43).